# Erik Alexander Ingman
Erik Alexander Ingman, född 14 februari 1810 i Lochteå, död 14 maj 1858 i Helsingfors, var en finländsk läkare, fennoman och översättare. Han var bror till Anders Wilhelm Ingman samt far till Eva Ingman.

## Verksamhet
Ingman blev 1827 student, 1833 filosofie kandidat, 1836 filosofie magister, 1838 medicine licentiat, 1840 medicine doktor, 1842 adjunkt i kirurgi och obstetrik samt 1858 ordinarie professor i sistnämnda vetenskap vid Helsingfors universitet. Den 24 mars 1856 erhöll han professors namn.
I slutet av 1840-talet återkom medicinaren Ingman tillbaka till Finland efter fleråriga studieresor i utlandet. Han var en mycket anlitad läkare och kämpade för en modern uppfattning inom medicinen. Han har dock sin största betydelse genom sina hängivna strävanden för det finska språket. Ingman var den förste som i finskan använde antikens versmått; han översatte till finska början av Homeros och åtskilliga sånger av Anakreon. Han började även använda finskan i sin egen vetenskap, bland annat med en publikation 1849, och råkade därigenom ut för häftig opposition inom Finska Läkaresällskapet.  Ingman var som ung student en av Finska litteratursällskapets första stiftare, då ännu en ung student, och verkade genom detta organ för det finska språket ända till sin död. Från hösten 1844 till våren 1845 verkade han som sällskapets sekreterare.
Erik Alexander Ingman var gift med Eva Wilhelmina Perander. De fick två döttrar, Anna Ingman 1851 och Eva Ingman 1853.
Han är begravd på Sandudds begravningsplats i Helsingfors.

## Publikationer
- Elias ja Anna (Mehiläinen 1837)
- Några anmärkningar om de i Finland öfriga sätten att uppföda späda barn inträdesföredrag (J. Simelii arfvingar 1858)
- Ojan Paavo (Oulun Wiikko-Sanomia 1858)
- Om behandlingen af Syphilis utan Qvicksilfver (1840)
- Om den pathologiska kemins viktigaste resultater för den kliniska diagnostiken af Joh. florian Heller (Notisblad för läkare och pharmaceuter 1850)
- Om urinförgiftning hos hafvande, födande och i barnsäng stadda qvinnor (J. C. Frenckell 1857)
- Ovatko taudit itsenäisiä eläväisiä olentoja?  (Finska Läkare-Sällskapets handlingar 1849)
- Pathologisk anatomie och physiologie (Notisblad för läkare och pharmaceuter 1849)

## Översättningar
- Iliadis Homericae prima rhapsodia fennice reddita (1832)
- Lauluja Anakreonilta ynnä myös laulu Sapfolta (1834)